# YMCA Praha
YMCA Praha byl český basketbalový klub z Prahy. Jednalo se o křesťanské sdružení mladých mužů. První basketbalové zápasy se začaly v republice odehrávat ve dvacátých letech dvacátého století v oddílech YMCA a Sokola Pražského. V roce 1924 byl klub u vzniku Českého volejbalového a basketbalového svazu. O šest let později se uskutečnilo první mistrovství Čech, které vyhrálo právě YMCA Praha. Díky podnětu ředitele pražské organizace YMCA F. M. Marka byla 18. června 1932 v Ženevě založena Mezinárodní federace košíkové (FIBA).
V roce 1934 se uskutečnilo první celorepublikové mistrovství, které vyhrálo opět YMCA. Hráči YMCA Praha byli základem reprezentace Československa na Mistrovství Evropy v basketbalu mužů v roce 1935 (3. místo) a na na letních olympijských hrách 1936 v Berlíně (9. místo).
Po devátém triumfu v řadě roku 1938 přišel strmý pád z výsluní. Klub od té doby paběrkoval, kdy titul v roce 1944 byla jen slabá náplast pro následující neúspěšná léta. Klub zanikl roku 1951, kdy byl komunistickým režimem donucen ukončit svoji činnost. Rekord v počtu titulů v československé lize byl překonán až v roce 1967, kdy brněnský Spartak získal svůj jedenáctý titul v historii.
Basketbalové družstvo Uncas Praha bylo jedním z chlapeckých týmů YMCA Praha. V roce 1937 po týmu YMCA Praha převzalo pozici nejlepšího československého týmu, získalo 6 medailových umístění (4x mistr, 2x vicemistr republiky) a jeho hráči byli základem reprezentačního družstva Československa na Mistrovství Evropy v basketbalu mužů v roce 1937 (Riga, Lotyšsko). V roce 1940 šest hráčů (Ladislav Trpkoš, Josef Klíma, Josef Bartoníček, Silverius Labohý, Ladislav Prokop a Faloun) přestoupilo do Sparty Praha, s níž získali titul mistra republiky. Vicemistrem se stal nový mladý tým vlastních odchovanců Uncasu (Miloslav Kříž, Frank Chytil, M. Škoch, Ctirad Benáček, Chlumský, Šimek, Vidlák). Další dva tituly a jedno druhé místo pro Uncas získal tým, jehož základem byli hráči Ladislav Trpkoš, Emil Velenský, Jiří Drvota, Karel Bělohradský, Václav Krása, Petráň, Pračka, kteří vyhráli v sezóně 1946/1947 mistrovství Čech a skončili na druhém místě na mistrovství Československa za Sokol Brno I, na třetím a čtvrtém místě skončily VŠ Bratislava a SK Bratislava.
Družstvo žen Uncas Praha v letech 1941-1944 získalo 4 tituly mistra republiky.

## Úspěchy
Zdroj: 
YMCA Praha - 7x Mistr ČSR: 1930, 1931, 1932, 1933, 1934, 1935, 1936
- Sestavy hráčů:
- 1930: Johny Brusil, Alois Dvořáček, Ludvík Dvořáček, Geath, Hard, Mann, Murko, Strádal, Towarkovski
- 1931: Johny Brusil, František Picek, Kodada, Mahr, Murko, Novák, Sojka
- 1932: z VŠ Praha přišli noví hráči: Prokop Franc (zvaný Pečeně), Josef Klíma, Josef Moc
- 1935: Johny Brusil, Prokop Franc, Josef Klíma, Josef Moc, František Picek, Zdeněk Schöller, Václav Voves, Jaroslav (Oldřich) Pokorný
- 1936: Johny Brusil, Prokop Franc, Josef Klíma, Josef Moc, František Picek, Zdeněk Schöller, Bulíř

Uncas Praha - 4x Mistr ČSR: 1937, 1938, 1944, 1945, 2x vicemistr: 1940, 1947
- Sestavy hráčů:
- 1937-1939: Ladislav Trpkoš, Josef Klíma, Jan Kozák, Josef Bartoníček, Silverius Labohý, Ladislav Prokop, Zdeněk Scholler, Faloun, Gebler, Kozel
- 1939-1943: Miloslav Kříž, Frank Chytil, Ctirad Benáček, JUDr. Ing. M. Škoch, Chlumský, Šimek, Vidlák
- 1944-1948: Ladislav Trpkoš, Emil Velenský, Jiří Drvota, Karel Bělohradský, Václav Krása, Petráň, Pračka

## Umístění v jednotlivých sezonách

### Umístění mužů
Stručný přehled
Zdroj: 
- 1929–1938: Zemská liga (1. ligová úroveň v Československu)
- 1939–1940: Zemská liga (1. ligová úroveň v Protektorátu Čechy a Morava)
- 1943–1945: Zemská liga (1. ligová úroveň v Protektorátu Čechy a Morava)
- 1945–1947: Státní liga (1. ligová úroveň v Československu)

Jednotlivé ročníky
Zdroj: 
Legenda: ZČ - základní část, červené podbarvení - sestup, zelené podbarvení - postup, fialové podbarvení - reorganizace, změna skupiny či soutěže
| Československo (1929 – 1939)             |             |           |          |                                       |                      |
| Sezóny                                   | Soutěž      | Úroveň    | ZČ       | Play-off, nadstavba, sk. o udržení... | Poznámky             |
| 1929/30                                  | Zemská liga | 1. úroveň | 1. místo |                                       |                      |
| 1930/31                                  | Zemská liga | 1. úroveň | 1. místo |                                       |                      |
| 1931/32                                  | Zemská liga | 1. úroveň | 1. místo |                                       |                      |
| 1932/33                                  | Zemská liga | 1. úroveň | 1. místo |                                       |                      |
| 1933/34                                  | Zemská liga | 1. úroveň | 1. místo |                                       |                      |
| 1934/35                                  | Zemská liga | 1. úroveň | 1. místo |                                       |                      |
| 1935/36                                  | Zemská liga | 1. úroveň | 1. místo |                                       |                      |
| 1936/37                                  | Zemská liga | 1. úroveň | 1. místo |                                       |                      |
| 1937/38                                  | Zemská liga | 1. úroveň | 1. místo |                                       |                      |
| ...                                      |             |           |          |                                       |                      |
| Protektorát Čechy a Morava (1939 – 1945) |             |           |          |                                       |                      |
| Sezóny                                   | Soutěž      | Úroveň    | ZČ       | Play-off, nadstavba, sk. o udržení... | Poznámky             |
| 1939/40                                  | Zemská liga | 1. úroveň | 2. místo |                                       |                      |
| ...                                      |             |           |          |                                       |                      |
| 1943/44                                  | Zemská liga | 1. úroveň | 1. místo |                                       |                      |
| 1944/45                                  | Zemská liga | 1. úroveň | 1. místo |                                       | Reorganizace         |
| Československo (1945 – 1947)             |             |           |          |                                       |                      |
| Sezóny                                   | Soutěž      | Úroveň    | ZČ       | Play-off, nadstavba, sk. o udržení... | Poznámky             |
| 1945/46                                  | Státní liga | 1. úroveň | 4. místo |                                       |                      |
| 1946/47                                  | Státní liga | 1. úroveň | 1. místo | Mistrovství ČSR (2. místo)            | Vyloučení ze soutěže |

### Umístění žen
Stručný přehled
Zdroj: 
- 1940–1944: Zemská liga (1. ligová úroveň v Protektorátu Čechy a Morava)

Jednotlivé ročníky
Zdroj: 
Legenda: ZČ - základní část, červené podbarvení - sestup, zelené podbarvení - postup, fialové podbarvení - reorganizace, změna skupiny či soutěže
| Protektorát Čechy a Morava (1940 – 1944) |             |           |          |                                       |          |
| Sezóny                                   | Soutěž      | Úroveň    | ZČ       | Play-off, nadstavba, sk. o udržení... | Poznámky |
| 1940/41                                  | Zemská liga | 1. úroveň | 1. místo |                                       |          |
| 1941/42                                  | Zemská liga | 1. úroveň | 1. místo |                                       |          |
| 1942/43                                  | Zemská liga | 1. úroveň | 1. místo |                                       |          |
| 1943/44                                  | Zemská liga | 1. úroveň | 1. místo |                                       |          |